# Pedro 1. af Brasilien
Pedro 1. af Brasilien (portugisisk: Dom Pedro I do Brasil) (12. oktober 1798 – 24. september 1834) var kejser af Brasilien fra 1822 til 1831. Han var en kort tid også konge af Portugal i 1826 (som Peter 4.).
Pedro erklærede Brasilien selvstændig i 1822 og blev landets første kejser. Han lagde dermed grundstenen til det eneste etablerede kejserrige i Amerika.

## Biografi
Han blev født i Lissabon og var søn af tronarvingen Johan, den senere Johan VI af Portugal. I 1807, da han var ni år gammel, måtte den portugisiske kongefamilie flytte til Brasilien, for at slippe for Napoleonskrigene. Deres tilstedeværelse gjorde Rio de Janeiro til de facto hovedstad for Portugal, og som følge af dette blev Brasilien set på som ligestillet med moderlandet (Portugal).
Efter farens død arvede han den portugisiske krone som Peter IV af Portugal, og hans vaklende stilling mellem de to lande gjorde ham upopulær i Brasilien. Derfor abdicerede han først fra den portugisiske trone til fordel for datteren Maria 2. af Portugal og senere den brasilianske trone til fordel for sønnen Pedro 2. af Brasilien.

## Ægteskaber og børn
Han blev gift 13. maj 1817 med Maria Leopoldina af Østrig, hvor hendes onkel Karl af Teschen, repræsenterede Pedro. Hun ankom til Brasilien et halvt år senere, hvor parret mødte hinanden for første gang. Dagen efter holdtes en ceremoni for at stadfæste ægteskabet. Parret fik syv børn:
1. Maria 2. af Portugal (1819-1853)
2. Miguel af Beira (1820), dødfødt
3. João Carlos af Beira (1821-1822)
4. Januária af Brasilien (1822-1901)
5. Paula af Brasilien (1823-1833)
6. Francisca af Brasilien (1824-1898)
7. Pedro 2. af Brasilien (1825-1891)

Maria Leopoldina døde 11. december 1826 efter en abort.
Pedro giftede sig atter 17. oktober 1829 med Amélie af Leuchtenberg. De fik et barn:
1. Maria Amélia af Brasilien (1831-1853)

Herudover havde Pedro adskillige uægte børn.